# Frick Collection
Frick Collection – muzeum sztuki mieszczące się na Manhattanie w Nowym Jorku. Nazwa muzeum pochodzi od nazwiska założyciela, przemysłowca z Pittsburgha Henry'ego Claya Fricka (1849–1919).
Muzeum mieści się w szesnastu galeriach ulokowanych na terenie dawnej rezydencji mieszkalnej Fricka, budynku wybudowanym w latach 1913–1914, a zaprojektowanym przez Thomasa Hastinga.
Muzeum należy do najbardziej znanych w Stanach Zjednoczonych i posiada kolekcję obrazów wybitnych malarzy (m.in. Bellini, Rembrandt, Vermeer, Gainsborough, Goya i Whistler), stylowych mebli, rzeźb, porcelany, oraz innej sztuki użytkowej. W kolekcji Fricka znajduje się m.in. obraz Jeździec polski pędzla Rembrandta, sprzedany w 1910 nowojorskiemu muzeum, który wcześniej był ozdobą Zbiorów dzikowskich.
W 1930 r. Kolekcja została otwarta dla publiczności.
Głównym kuratorem sztuki w muzeum jest Xavier F. Salomon.

## Galeria

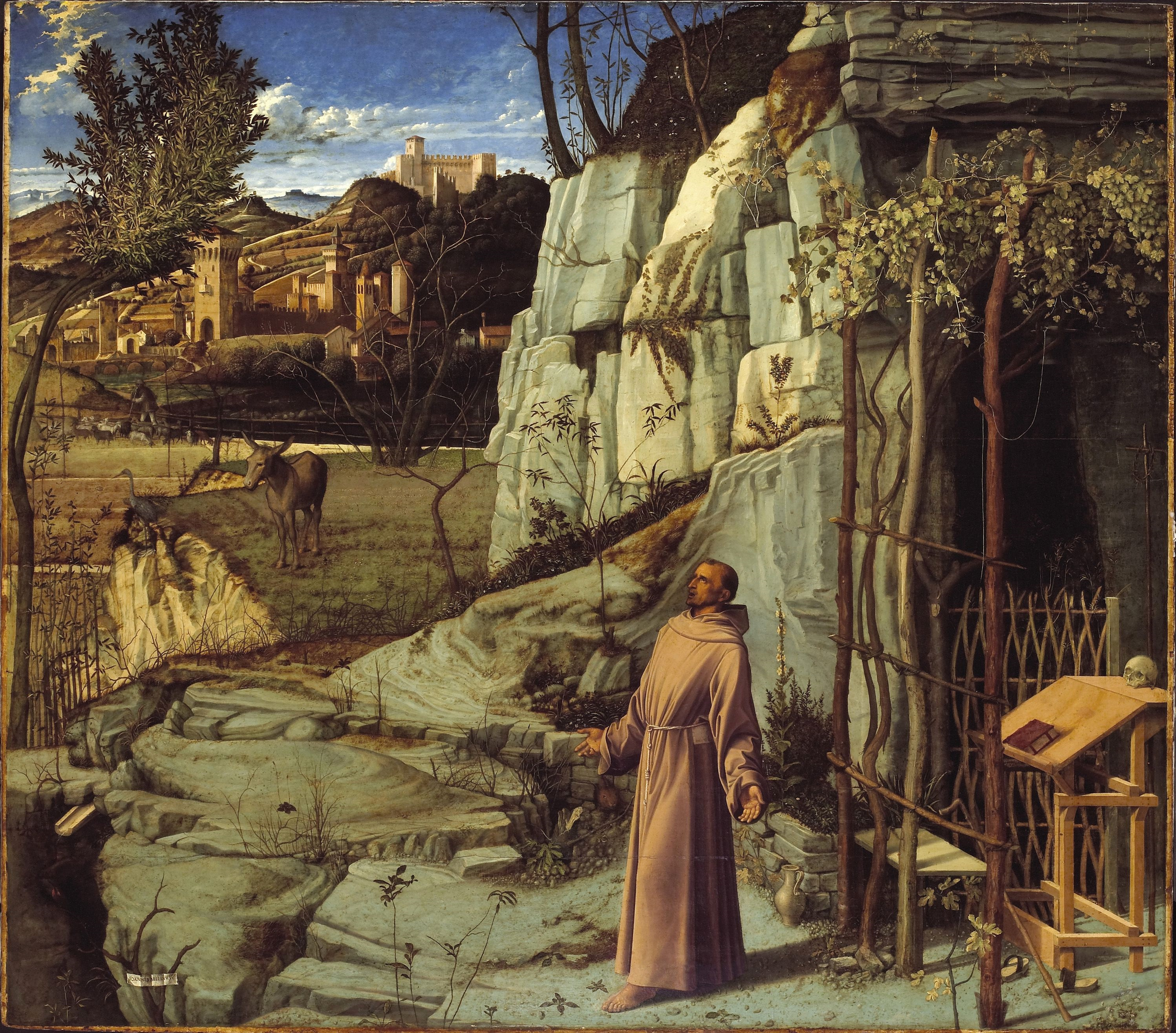
Święty Franciszek na puszczy Giovanniego Belliniego
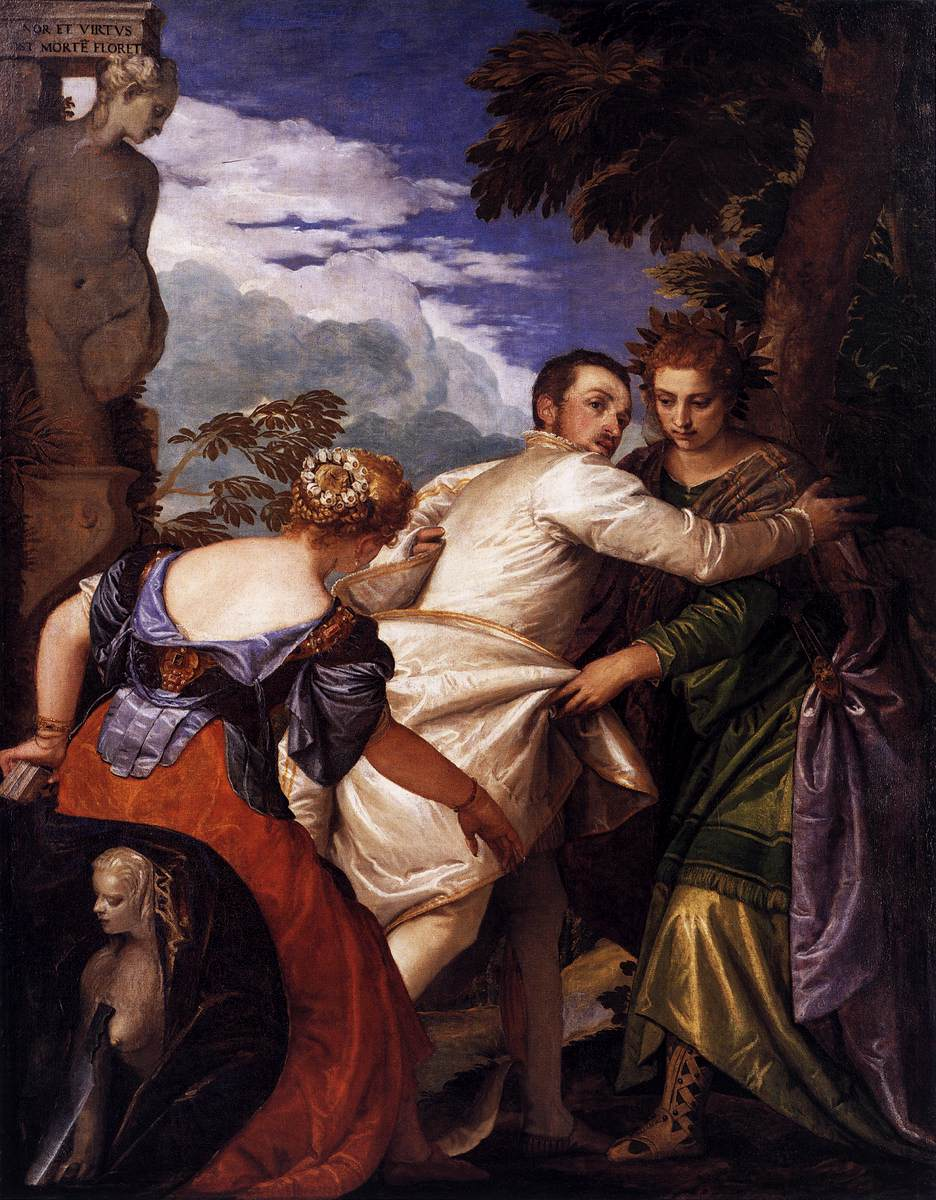
Alegoria Cnoty i Występku Paola Veronesego
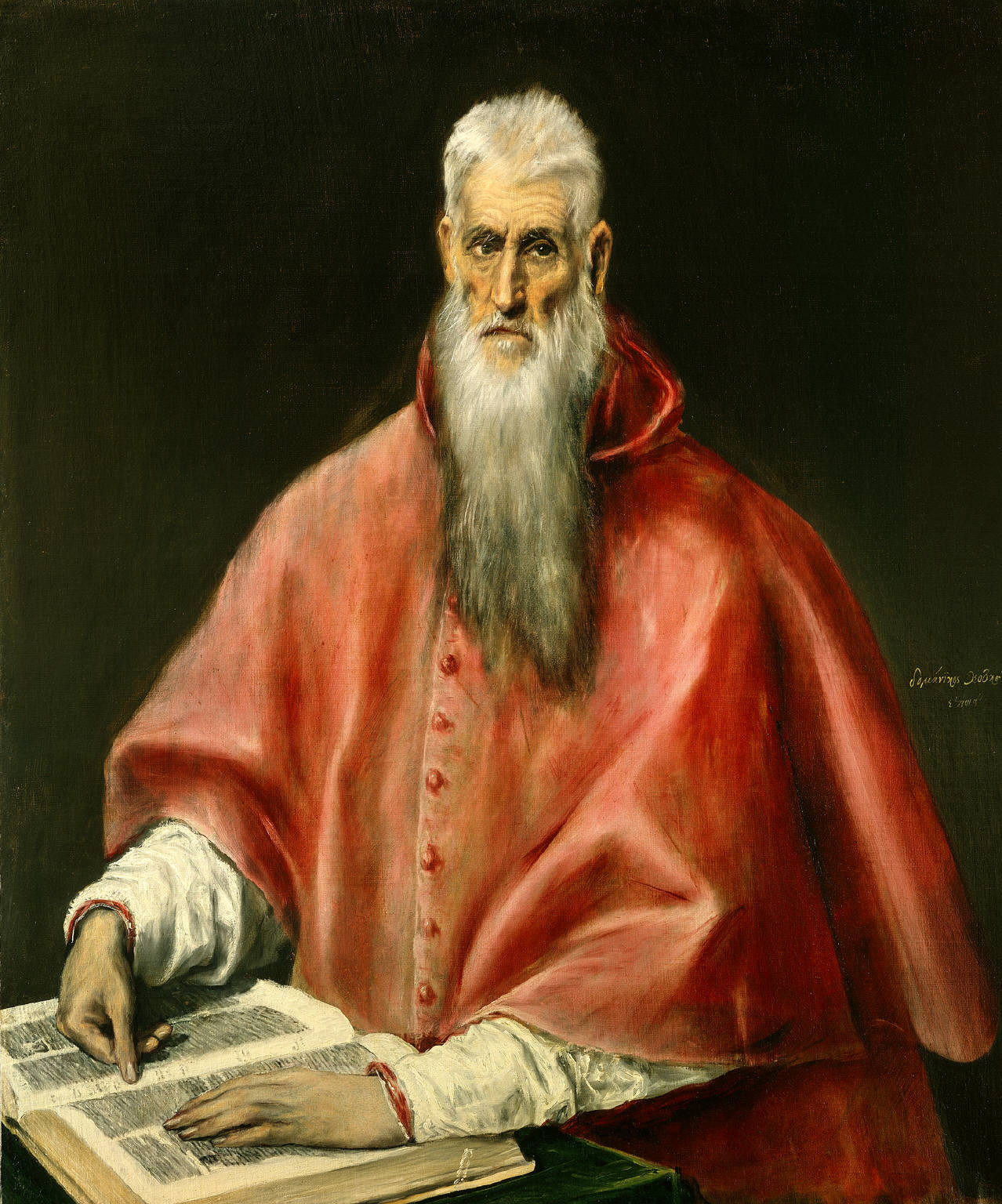
Święty Hieronim jako kardynał El Greca
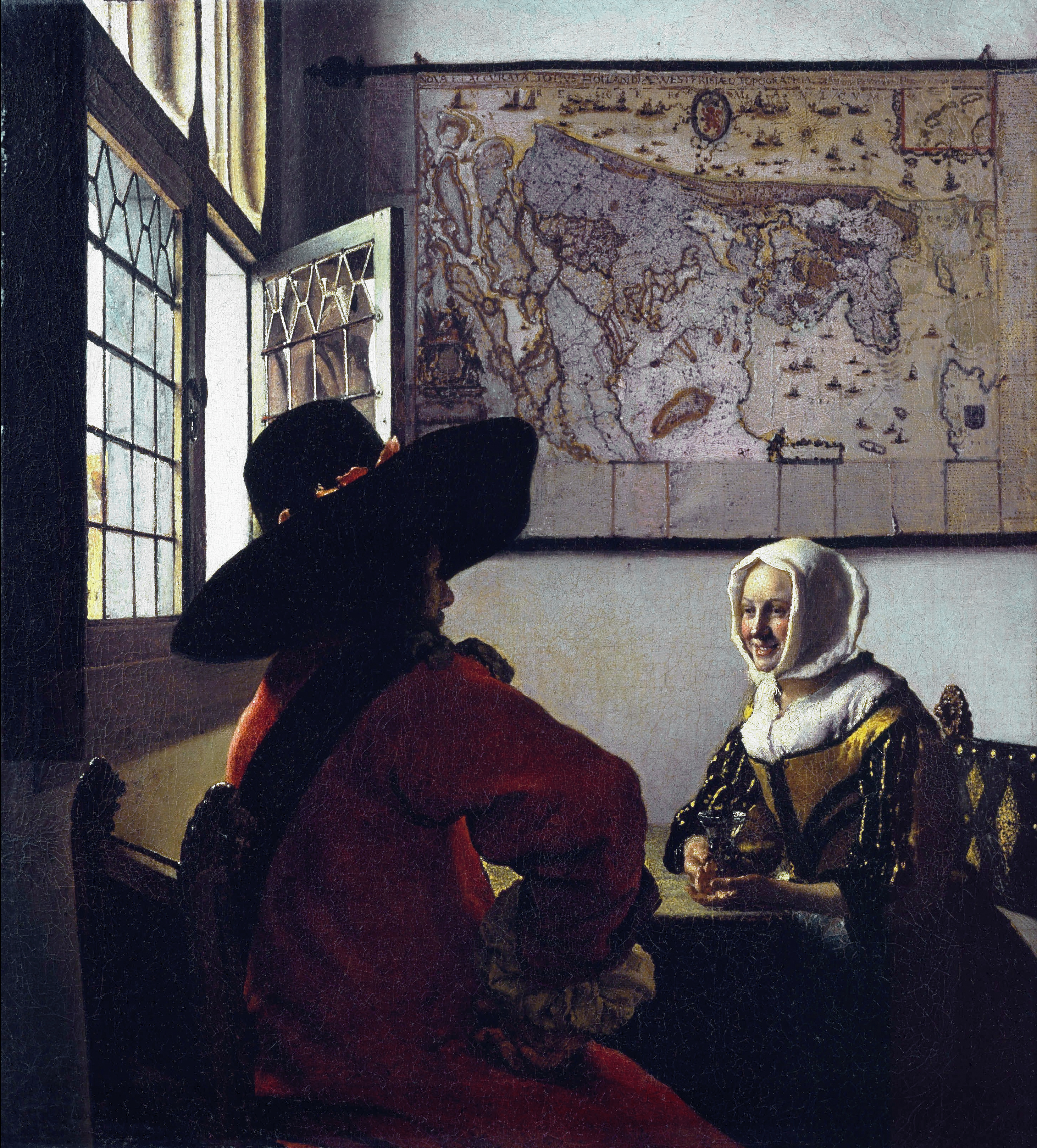
Żołnierz i śmiejąca się dziewczyna Jan Vermeer